# 中田功XP
| 9  | 8  | 7  | 6  | 5  | 4  | 3  | 2  | 1  |    |
| 香 | 桂 |    |    |    |    | 金 | 桂 | 王 | 一 |
|    | 飛 |    |    | 金 | 角 |    | 銀 | 香 | 二 |
| 歩 |    |    | 歩 |    | 歩 |    | 歩 | 歩 | 三 |
|    |    | 歩 |    | 歩 |    | 歩 |    |    | 四 |
|    | 歩 |    | 銀 |    |    |    | 桂 | 歩 | 五 |
|    |    | 歩 |    | 歩 | 歩 | 歩 |    |    | 六 |
| 歩 | 歩 | 角 |    | 銀 | 金 |    | 歩 |    | 七 |
|    |    | 飛 |    |    | 玉 | 銀 |    |    | 八 |
| 香 | 桂 |    |    |    | 金 |    |    | 香 | 九 |

中田功XP（なかたいさおエックスピー）は、将棋の三間飛車戦法。居飛車穴熊対策の戦法。コーヤン流と称されることもある（後述）。
プロ棋士の中田功が創案し、島朗が自著『島ノート 振り飛車編』で紹介して広まった。「XP」は同書が書かれた2002年当時、Windowsの最新バージョンであった「Microsoft Windows XP」から取ったものであり、この戦法を「中田功XP」と呼んだのも『島ノート』が最初である。

## 概要
居飛車穴熊は三間飛車を含む振り飛車の天敵と言われてきた。従来のように、振り飛車側が美濃囲いに組んでから攻め合う展開においては、居飛車側の穴熊の堅さと遠さが生きる展開になることが多かった。
もちろん、他の振り飛車勢も穴熊によって衰退を余儀なくされていたが、四間飛車においては「藤井システム」の開発により居飛車穴熊対策が進むことになる。しかし、三間飛車にはなかなか穴熊への対抗策が現れず、同じ振り飛車でも穴熊への明確な対策がある藤井システムへ移ったりした。
そこに、三間飛車を得意とする中田功が一石を投じた。要点としては、藤井システム同様序盤で飛車を振る前に玉側となる端歩を▲1六歩（△9四歩）と突き、玉将を美濃囲いに収めず3九に留め（後手番の場合は6二）、端攻めと角行の利きを両用して穴熊を崩す。玉を美濃囲いに収めないのは、駒組みの手数を削減して素早く攻撃陣を整備するため、そして何より、端攻めを行った際の反動を見越して自玉を戦場から遠ざけておくためである。
そして上図のとおり、△4三歩型の居飛車穴熊に▲6五歩と角道を通して、▲2五桂跳ねから相手の角を動かして▲1三桂成と突っ込む。このとき先手の角筋が後手玉まで通っているので居飛車穴熊側は△1三同銀とは取れない。△1三同桂ならばじっと▲2六歩や▲1四歩と突く。△1三同香ならば▲1四歩△同香▲同香で、△1二歩ならば▲1九香△1三桂打▲同香成△同歩▲２六桂、△1三歩ならば▲同香成△同桂▲1四歩など。
居飛車穴熊側が△3三角型で△6四銀から△7五歩を早くに仕掛けた場合には、▲4五桂△4二角としてから▲6五歩とし、△同銀▲6八飛、居飛車穴熊側が△4四歩型の場合は▲4五歩から以下タイミングをみて▲4四歩と取り込んで▲4五歩から▲4六銀となって、4筋（△6筋）位取り高美濃囲いの好形に組む。

| 9  | 8  | 7  | 6  | 5  | 4  | 3  | 2  | 1  |    |
| 香 |    |    |    | 金 |    |    | 桂 | 王 | 一 |
|    | 飛 |    | 銀 |    | 角 | 金 | 銀 | 香 | 二 |
| 歩 |    | 桂 | 歩 |    | 歩 |    | 歩 | 歩 | 三 |
|    |    | 歩 |    | 歩 |    | 歩 |    |    | 四 |
|    | 歩 |    | 歩 |    |    |    |    | 歩 | 五 |
|    |    | 歩 |    | 歩 | 歩 | 歩 |    |    | 六 |
| 歩 | 歩 | 角 |    | 銀 |    | 桂 | 歩 |    | 七 |
|    |    |    | 飛 | 金 |    | 銀 |    |    | 八 |
| 香 | 桂 |    |    |    | 金 | 玉 |    | 香 | 九 |

島朗はこの戦法が優秀なものであると認識しており、著書『島ノート』で取り上げ、「居飛車穴熊さえ克服できれば、三間飛車は最強の戦法になりうる」（同書153頁）、「三間飛車で居飛車穴熊を粉砕する画期的な新戦法」（同書154頁）と評価している。
このため、図1のように居飛車穴熊側が右銀を△6二銀、角を△4二角と早くに引いて、右金を△5一、4一と寄せる指し方がみられるようになった。中田は勝又清和の著書当時のインタビューで、「いまは（居飛車側が）四枚穴熊に組んでくることがなくなりましたね。」と語っている。
| 9  | 8  | 7  | 6  | 5  | 4  | 3  | 2  | 1  |    |
| 香 |    | 王 | 金 |    |    |    | 桂 | 香 | 一 |
|    |    | 銀 | 銀 | 金 | 飛 |    |    |    | 二 |
|    |    | 桂 |    |    |    | 角 | 歩 | 歩 | 三 |
|    | 歩 | 歩 | 歩 | 歩 |    | 歩 |    |    | 四 |
| 歩 |    |    |    | 歩 | 歩 |    | 歩 |    | 五 |
|    |    | 歩 |    |    |    | 歩 |    |    | 六 |
| 歩 | 歩 |    | 歩 |    | 歩 | 桂 |    | 歩 | 七 |
| 香 | 銀 | 金 | 角 |    | 銀 |    | 飛 |    | 八 |
| 玉 | 桂 | 金 |    |    |    |    |    | 香 | 九 |

2018年度第31期竜王戦予選において、藤井聡太四段（当時）が中田功XP対策として、図1の局面から△5五歩という新手を披露し快勝した。それまでは図の局面で主に△8六歩とし、以下▲同歩△同角▲8八飛△8五歩が指されており、振り飛車側はそのあと▲6六角として▲8四歩を狙いに指していたが、中田の場合は△8五歩に▲8六飛と角を取り、以下△同歩に▲1四歩から▲2五桂や▲2八角打ちから9一の香を取ってから自陣に馬を引く指し方をしている。5五の歩を同歩とさせておくことで、7七角の睨みや▲2八角打からの攻めを一時的に抑えている。以降遠山雄亮、佐藤秀司、及川拓馬らもこの▲5五歩を採用していった。
その後2019年4月17日に行われた第45期棋王戦予選の対澤田真吾戦で中田は、図2のとおり新手△6二銀を披露する。以下は▲2四歩△同歩▲5四歩に中田は△8五桂とし、▲5七銀△9六歩▲同歩△9七歩と進んだが、勝利した。
以降のプロ棋戦で5五歩は用いられていない。

## 「中田功XP」と「コーヤン流」
中田の三間飛車は、ニックネームを取って「コーヤン流」と呼ばれる。この場合の「コーヤン流」は中田功XPに限らず、中田の棋風による三間飛車全般を指して呼ばれることが多い。
「中田功XP」という名称が島朗が自著で解説するためにつけられた造語である。同著の他で「中田功XP」という表現はあまり用いられず、中田功XPを含んだ「コーヤン流」の表現が多く用いられている。
居飛車の持久戦に対するコーヤン流の穴熊対策では、相手が駒組みに入る前に仕掛ける超急戦の変化や、穴熊に組ませてから対応する持久戦の変化まで考えられ、また右桂も△6五桂、▲4五桂方面の跳ねもある。さらに単なる穴熊崩しだけではない。例えば対中座真戦（2003年7月15日順位戦C級1組）では△6二玉で△5四歩に▲7七角をみて△7二銀-7三桂型に組むと先手の中座が串カツ囲いにしたが、居飛穴よりも囲いが1手早いので、場合によっては後手が立ち遅れる恐れがあるとし、角道を通して早くの△6五桂跳ねから△8八角成以下、一気の攻めをかけている。
中田は『コーヤン流三間飛車の極意』と題した著書を参考文献で示されたとおり、持久戦編と実戦編に、さらに急戦編の3冊を刊行しており、コーヤン流としての指し方の特徴についても幾つか解説がなされている。

| 9  | 8  | 7  | 6  | 5  | 4  | 3  | 2  | 1  |    |
| 香 | 桂 | 銀 | 金 |    | 金 |    | 桂 | 香 | 一 |
|    |    | 王 |    |    | 銀 | 飛 |    |    | 二 |
|    | 歩 | 歩 | 歩 |    |    | 角 | 歩 | 歩 | 三 |
| 歩 |    |    |    | 歩 | 歩 | 歩 |    |    | 四 |
|    |    |    |    |    |    |    | 歩 |    | 五 |
|    |    | 歩 |    | 歩 |    | 歩 |    |    | 六 |
| 歩 | 歩 |    | 歩 |    | 歩 |    |    | 歩 | 七 |
|    | 角 | 玉 |    | 金 | 銀 |    | 飛 |    | 八 |
| 香 | 桂 | 金 | 金 |    |    |    | 桂 | 香 | 九 |

例えば急戦編によると、玉側の端歩を重視する、というこだわりがある。コーヤン流では特に4五歩早仕掛け#超急戦に対し玉側の端歩を優先した布陣で待ち構える戦術が、著書でその解説がなされている。急戦編のオビ（裏）にも、図3で「［急戦には端歩を突け！］コーヤン流三間飛車の対居飛車急戦の基本図といえる局面。相手が▲3六歩と突いて急戦を明示したら、すぐに端歩を突いて玉の懐を広げるのがコーヤン流だ。」としており、従来から後手振り飛車が△6二銀、△7二銀と構えると△8二玉と囲いを急ぐところ、△6二や7二の位置で△9四歩と突く。そして▲9六歩と受ければ△8二玉、他の指し手例えば▲4六歩とすれば△5二金左を先にする。2010年代以降には後手振り飛車で4手目ないし6手目で△9四の歩を突く指し方は増えたが、90年代から2000年代にかけての時期に早く端歩を突く指し方をしていたのである。
その後XPなど対振り持久戦型の場合、前述の通り玉の位置は▲4八玉（△6二玉）から▲3八銀-3九玉型（△7二銀-7一玉型）に構えて先に右桂を跳ねる体制にすることもあって、後述の対関浩戦（図5）のように▲4八玉型でも▲1六歩（△9四歩）を突いている。
ただし、居飛車先手が▲3六歩を突かず菱囲いにして、玉頭位取りの可能性が残っているときは袖飛車の含みを持たせる△8二玉を急ぐ、などとしている。
そしてコーヤン流では玉側と反対側の端歩は、端角の△1五角の覗き、幽霊角を常に意識している。そのため、自分から1筋の歩を突くことはしないとしている。
また、捨て駒特にタイミングをみての飛角の大駒切が特徴。
| 9  | 8  | 7  | 6  | 5  | 4  | 3  | 2  | 1  |    |
| 香 | 桂 |    |    |    | 金 |    | 桂 | 香 | 一 |
|    |    |    |    | 金 |    | 銀 |    |    | 二 |
| 歩 |    |    | 歩 |    | 歩 | 銀 | 王 |    | 三 |
|    |    | 歩 |    |    |    | 歩 | 歩 | 歩 | 四 |
|    | 飛 |    | 歩 | 角 | 歩 | 歩 |    |    | 五 |
|    |    | 歩 |    |    | 銀 |    |    | 歩 | 六 |
| 歩 | と |    |    |    | 金 |    | 歩 |    | 七 |
|    |    |    |    |    |    | 銀 | 玉 |    | 八 |
| 香 | 桂 |    |    |    | 金 |    | 桂 | 香 | 九 |

例えば図4は対天守閣美濃に対する指し方で、角を９一に成ることもできるが、相手玉のコビンを▲3五歩△同歩▲3四歩と攻め、以下△3四同玉にさらに▲3五銀△同玉と銀を捨て、後手玉を上部につり出してから▲2三角△同銀と角をタダで捨てて下部への退路を封鎖し、▲4六金△2五玉▲3三角成とすると、必至になっている。これは持久戦編第一章でも紹介されている局面で、同著で「うさぎの耳をつかんで振り回す」と表現している。対左美濃戦は著書で塚田泰明戦（1990年1月12日王位戦予選）を紹介し、これは先手三間に対して後手塚田は△5二金を上げず△6四歩、▲2八玉に△7三桂でへなちょこ急戦を見せたところで▲8八飛に腰掛銀から左美濃にする作戦に、▲3五歩からの攻めを仕掛け、以降はかなり際どい玉頭戦に展開したほか、対屋敷伸之戦（1995年6月13日 順位戦）では後手天守閣美濃に、飛角を切り捨ててのと金攻めをみせている。
急戦編や実戦編第1章で紹介する▲4五歩△同歩▲5五歩△同歩▲3七桂の超急戦の変化では、居飛車側の銀による飛車取りを放置して、△7二銀と美濃囲いを完成させるといった手段も解説している。この超急戦では著書では▲3七桂に△5六歩を解説しており、以下▲2四歩△同歩に単に▲4五桂は△8八角成▲同銀△4六角、▲2四歩△同歩に▲3三角成△同銀▲4五桂には△5五角の解説がある。▲4五桂に銀を避けず銀桂交換は居飛車の狙いで、右桂が振飛車の銀をとらえるこの交換なら居飛車も不満がないとみるが、コーヤン流側はその代償を△5六歩の垂れ歩と△5五角（急戦編）または△4六角▲2九飛△4二飛（急戦編）もしくは△4五桂（実戦編）の働きに求めている。また△4六角▲2九飛△4五桂と反撃する順は、△8二玉-△9三歩型の方が向いているとしている。△7二玉型で進めると、途中▲5四馬から▲6四桂で△7二玉と5二金両取りが生じるので、あらかじめ8二に玉を移動してから仕掛けに備えて反撃するのが得策となる。ただしこのため、△6一金の離れ駒が常に生じているので、▲2四飛からの飛成や飛車を奪われたあとの飛打に注意を払う必要があるという。
| 9  | 8  | 7  | 6  | 5  | 4  | 3  | 2  | 1  |    |
| 香 | 桂 | 銀 | 金 |    |    |    |    | 香 | 一 |
|    | 王 |    |    | 金 |    |    | 歩 |    | 二 |
|    | 歩 | 歩 | 歩 |    |    | 龍 |    | 歩 | 三 |
| 歩 |    |    | 角 |    |    |    |    |    | 四 |
|    |    |    | 桂 | 角 |    |    |    |    | 五 |
| 歩 |    | 歩 |    | 歩 |    | 歩 |    |    | 六 |
|    | 歩 |    | 歩 |    |    | 銀 |    | 歩 | 七 |
|    |    | 玉 |    | 金 | 銀 |    |    |    | 八 |
| 香 | 桂 |    | 金 |    |    |    |    | 香 | 九 |

急戦編に掲載した実戦解説では、大野八一雄が五段当時の1992年12月2日に竜王戦予選で対戦した将棋を掲載。先手の大野は超急戦を仕掛けており、中田は△8二玉を先にして▲4五桂に△4六角の反撃、銀桂交換後に△6五桂打ちから5五角打（図5）～9九角成とし、△8九馬と捨てて▲同玉に△7七桂打と大駒切で食らいついている。
コーヤン流では実戦編によると、三間飛車に振った時点で対振り飛車戦/対抗戦ではすでに玉頭戦を意識しているという。左銀は相手玉への攻めの要という考え方で、飛は7筋（△3筋）で使うのではなく、「邪魔な飛車を7八までどけた」（実戦編8頁）くらいとしている。また対振り持久戦を相手にする際、4筋（△6筋）の位を取って中央からさばくなど、玉側の勢力を重視している。
コーヤン流の居飛車急戦対策は、コーヤン流に限らず角道を止めるノーマル三間飛車で昭和や平成へと指し継がれてきた居飛車舟囲い急戦に対する最もポピュラーな待ち受け方である腰掛銀や玉頭銀の含みを持たせる△4三銀・△5三歩型や△4二銀・5四歩～△2二飛型があるなか、後者を採用し、対振り持久戦でも左銀は△4三銀ではなく△5三銀型を主としている。中田は三間飛車が四間飛車などと違い、左銀を5七（△5三）地点に移動させる際にスムーズなため、▲4五歩～4六銀（△6五歩～6四銀）の好形を作りやすいとし、飛も後に中央に使う中飛車にもしやすく、中央突破と玉頭戦の展開を狙うのを旨としている。
| 9  | 8  | 7  | 6  | 5  | 4  | 3  | 2  | 1  |    |
| 香 | 桂 |    |    |    | 金 |    | 桂 | 香 | 一 |
|    | 飛 |    |    | 金 | 銀 | 王 | 角 |    | 二 |
| 歩 |    |    |    | 歩 |    |    | 歩 |    | 三 |
|    |    |    | 歩 |    |    | 歩 |    | 歩 | 四 |
|    |    | 歩 | 歩 |    | 銀 |    |    |    | 五 |
|    | 歩 |    |    | 歩 |    |    |    | 歩 | 六 |
| 歩 |    | 角 |    | 銀 | 金 | 歩 | 歩 |    | 七 |
|    |    | 飛 |    |    |    | 銀 | 玉 |    | 八 |
| 香 | 桂 |    |    |    | 金 |    | 桂 | 香 | 九 |

一方で、師匠の大山康晴のような、△7三の地点をあけて△5一角から7三角と角を活用する手法はあまり取らない。角の活用は上述の△1五角（▲9五角）出から敵陣への成り込みや、△4五歩（▲6五歩）からの角交換や飛車角交換で角を持ち駒にしてからが主である。

例えば図6の「十字飛車を狙って捌く」（実戦編）を狙いとした田中寅彦九段戦（2003年3月24日NHK杯）では、先手三間飛車に後手田中は早くに△6四歩としたので中田は▲7二玉から8二玉、そして田中は腰掛銀急戦から4筋の歩を交換してくる布陣に、中田は早くに▲5七銀とし、△7四歩には浮き駒となった銀を十字飛車で追うため▲7五歩△同歩▲6五歩と大駒の捌きを図り、さらに持ち駒にした角を▲5四角として飛車打ちから香を取っての▲2六香と、玉頭を意識した戦いに持ち込んでいる。

| 9  | 8  | 7  | 6  | 5  | 4  | 3  | 2  | 1  |    |
| 香 |    |    |    |    |    |    | 桂 | 香 | 一 |
|    | 飛 |    | 銀 | 金 | 金 | 王 |    |    | 二 |
| 歩 |    | 桂 |    |    | 歩 |    | 歩 |    | 三 |
|    |    | 歩 |    | 歩 |    | 歩 |    | 歩 | 四 |
|    |    |    |    | 角 |    |    |    |    | 五 |
|    | 角 | 歩 | 歩 |    | 歩 | 歩 |    | 歩 | 六 |
| 歩 | 歩 |    |    |    | 金 |    | 歩 |    | 七 |
|    |    |    |    | 飛 |    | 銀 | 玉 |    | 八 |
| 香 | 桂 |    |    |    | 金 |    | 桂 | 香 | 九 |

図7は、実戦編第4章(3)「高美濃の理想形」で取り上げられた対関浩戦（2003年8月4日、棋聖戦予選）、先手三間飛車で△7三桂-5五歩急戦をこれも▲3八玉の前に▲1六歩として、▲6八銀-▲8八飛で待ち受ける。この一戦では後手三間と違って美濃囲いが高美濃になるが、▲3六歩を突いていたため、▲4七金を5六に持っていくこの形特有の指し方は、筋が良くないという。ただし5八が空くので▲5八飛の筋が可能となっている。局面は後手角を狙ってその5八飛と振り、後手が角に歩で土台をつけ、次に△6七歩成がある局面。ここからやはりコーヤン流は▲5五同飛と切り、△同歩▲5四歩△8八飛に▲6四角打。その後も飛車角を切る策で寄せるのである。
急戦編と実戦編では超急戦の仕掛けの他には4五歩早仕掛けで、△4二銀＋2二飛型を解説している。▲5五歩△同歩▲4五歩△5三銀▲4六銀と仕掛ける順では、▲4六銀に△5六歩と△5四銀の二つの手段があるが、コーヤン流ではのち銀を取らない「丸山新手」も知られる△5四銀を愛用している。以下、▲5五銀△同銀▲同角△4三金のあとに、例えば▲6四角△5三歩▲5五角△6二飛▲6八金直には△6五銀で、▲8八角に△7六銀など、中終盤でも飛の成り込みが可能でも急がずに、持ち駒にした銀をじっと△6五銀と打ってまず自玉の上部を安全にしつつ、△7六銀→△7五桂の玉側攻めを視野に入れる指し回しを行う特徴がある。
急戦編では特に全編とも、後手三間飛車対先手居飛車急戦としている。序盤戦術の進化により、居飛車急戦が先手であると成立するとされる後手三間飛車を解説し互角以上に戦えるとみている。
| 9  | 8  | 7  | 6  | 5  | 4  | 3  | 2  | 1  |    |
| 香 | 桂 |    | 金 |    |    |    | 飛 | 香 | 一 |
|    | 王 | 銀 |    |    |    |    |    |    | 二 |
|    | 歩 | 歩 | 歩 |    |    |    |    | 歩 | 三 |
| 歩 |    |    | 角 |    | 角 | 歩 | 歩 |    | 四 |
|    |    |    |    |    | 桂 |    |    | 桂 | 五 |
|    |    | 歩 |    |    |    | 歩 |    |    | 六 |
| 歩 | 歩 |    | 歩 |    |    |    |    | 歩 | 七 |
|    |    | 玉 |    | 金 | 銀 |    | 飛 |    | 八 |
| 香 | 桂 |    | 金 |    |    |    |    | 香 | 九 |

△4二銀-2二飛型は実戦編第2章急戦の新研究では、上記▲4六銀でコーヤン流△5四銀に対して、▲4四歩を詳しく解説している。以下△同角▲5六歩△4二飛▲5五歩に銀取りを放置し△3三角とり、以下▲5四歩△8八角成▲同玉△4六飛▲5五角の飛香両取りに対しても、△3三角と合わせて左桂を捌く新しい指し方を提示。これで▲5四歩と取り込む形の対策となると、この取り込みでは先手の分が悪くなったため、▲4五歩と押さえて△6五銀とかわす形がその後のテーマになっている。そして実践編第2章3編のコーヤン流急戦対応のもとになった一戦を「基礎となった一局」として日浦市郎戦（2001年5月15日棋王戦予選）を解説している。この一戦では序盤の進め方も先手が早くの▲3六歩を指したので、△7二から8二玉と直ぐに移動している。そして銀取りを放置し▲4五歩と押さえて△6五銀とかわす形の戦型例となっている。棋戦の棋譜解説は急戦編で四段時代の真田圭一と対戦した、1993年2月16日第51期順位戦C級2組も取り上げており、序盤は△5四歩としてから△8二玉としている。そして丸山新手△2三飛から▲1五桂△2一飛の後の▲4五桂に△4二角と金を捨て、▲4四角に△6四角と回転して（図8）▲5五金とすぐ使わせるが、そこで△4一飛と回り、先手は▲4二歩と打って△同飛に▲1一角成と馬を作るが、△4五飛と捌いてみせた。なお、真田が五段時代の1994年9月13日の順位戦でも同一戦型で対戦。このときは△7二玉型で△9四歩を先にして、また先手▲4六銀に△5六歩を選択。先手は▲4五歩からの抑え込みではなく、▲5五銀と銀交換に挑んだ。
他に、急戦策では急戦編に第4章として居飛車3五歩急戦と、第5章で居飛車ナナメ棒銀（▲左4六銀）つまり2章にわたり対4六銀左戦法を取り上げている。こうした急戦は三間飛車に構えているので、四間飛車の場合と比べて1手得になる。
居飛車3五歩急戦は△4二銀型三間飛車に居飛車側が舟囲いDXから▲3五歩と仕掛けた場合の対応で、以下△同歩に▲4六銀と、△同歩に▲2四歩△同歩としてから▲4六銀とする場合と、▲3五歩に△4三銀とし、▲3四歩△同銀▲3八飛△4三銀▲3七銀には△5三金から△5一角といった手段を解説。
居飛車ナナメ棒銀は△4二銀型三間飛車に居飛車側が舟囲いDXから▲4六銀と上がり、後手は△4三銀とし▲3五歩とする手段を題材にしているが、コーヤン流は以下△6五歩とする。△6五歩以下は、▲3四歩△同銀に▲3五歩からの▲3七銀に△3四歩と、▲2四歩△同歩▲3八飛以下の解説と、△6五歩に▲5五歩としてくる指し方を解説している。
七段時代の屋敷伸之と対戦した、2000年12月12日の順位戦は先手三間飛車で先に▲2八玉→▲5八金、後手6四銀戦法に▲4五歩とし、途中幽霊角▲9五角～▲5一角成で、71手目で馬切し後手玉を薄くして寄せている。屋敷とはその前にも1989年7月25日竜王戦予選で、先手三間飛車先に▲2八玉から▲1六歩、後手6四銀戦法でこのときは7筋位取りにとり、先に▲3七桂ののち▲7四飛から3四飛と回る玉頭展開に、91手目に飛切を敢行する。